# Омельченко Олександр Феодосійович
Олекса́ндр Феодо́сійович Оме́льченко (нар. 1 вересня 1947, Буки, Київська область, УРСР) — український економіст. Кандидат економічних наук.

## Життєпис
Народився у селі Буки Сквирського району. Навчався у Київському політехнічному інституті. Здобув ступінь кандидата економічних наук.
Працював в інститутах «Укрколгосппроєкт» (1971—1978), «Укрдіпросільгосп» (1978—1986), «УкрНДІагропроєкт» (1986—2002). У 2006—2012 роках працював помічником народного депутата України від «Блоку Юлії Тимошенко» Арнольда Радовця. 2007 року на позачергових виборах до Верховної Ради України балотувався в народні депутати України від Комуністичної партії України (оновленої). На виборах партія набрала 0,29 % і не пройшла до парламенту.

## Наукова діяльність
У сфері наукових інтересів — створення системи державних нормативних документів, проєктування та будівництво об'єктів агропромислового комплексу, створення методики оцінювання працівників.
Праці:
- Заграничный опыт ускорения научно-технического прогресса // Трибуна. 1991. № 6;
- Агропромисловому будівництву надійну нормативну базу // БУ. 1994. № 3;
- Нормативне забезпечення будівництва об'єктів АПК // Там само. 1997. № 4;
- Електронна концепція боротьби з гризунами на тваринницьких підприємствах // Тваринництво України. 1998. № 12 (усі — співавт.).